# جسی برینگ
جسی برینگ (انگلیسی: Jesse Bering؛ زادهٔ ۶ مهٔ ۱۹۷۵) روان‌شناس، و پژوهشگر اهل ایالات متحده آمریکا است. او استاد ارتباطات علمی در دانشگاه اتاگو (جایی که به عنوان مدیر مرکز ارتباطات علمی فعالیت می‌کند) و همچنین مشارکت کننده پایدار در ساینتیفیک آمریکن، اسلیت (مجله) و مجله داس در سوئیس. آثار او همچنین در مجله نیویورک (مجله)، گاردین و نیو ریپابلیک ظاهر شده و در ان‌پی‌آر، بی‌بی‌سی، رادیو پلی‌بوی و جاهای دیگر به نمایش درآمده‌است.

## تحصیلات
برینگ در سال ۱۹۷۵ در نیوجرسی، پسر یک مادر یهودی سکولار و یک پدر غیر مذهبی لوتریانیسم به دنیا آمد. سپس به دانشگاه فلوریدا آتلانتیک منتقل شد و در آنجا مدرک کارشناسی ارشد خود را (۱۹۹۹) زیر نظر دانیل جی. پوویینلی به دست آورد. سپس به دانشگاه فلوریدا آتلانتیک منتقل شد و در آنجا دکترای روان‌شناسی تکوینی (۲۰۰۲) در حوزه علم شناختی دین گرفت.